# Гарнуха
Гарнуха — река в России, протекает в Краснодарском крае и Карачаево-Черкесии. Правый приток реки Большая Лаба.

## География
Река Гарнуха берёт начало в Урупском районе Карачаево-Черкесии на склоне горы Лысая. Течёт на север. Впадает в Большую Лабу у станицы Ахметовская Краснодарского края. Устье реки находится в 23 км по правому берегу реки Большая Лаба. Длина реки составляет 14 км, площадь водосборного бассейна — 63,6 км².

## Данные водного реестра
По данным государственного водного реестра России относится к Кубанскому бассейновому округу, водохозяйственный участок реки — Лаба от истока до впадения реки Чамлык. Речной бассейн реки — Кубань.
Код объекта в государственном водном реестре — 06020000712108100003502.